# Liunan
Liunan léase:Liuú-Nán (chino simplificado: 柳南区; chino tradicional: 柳南區; pinyin: Liǔnán Qū; Estándar Zhuang: Liujnanz Gih) es un distrito urbano bajo la administración directa de la ciudad de Liuzhou, Región Autónoma Zhuang de Guangxi, República Popular China, está flanqueada por el río Liu al norte y representa el área metropolitana de la ciudad. Cubre una superficie de 181.8 kilómetros cuadrados (70 millas cuadradas) y tenía una población de 493 044 habitantes para 2010. 

## Divisiones administrativas
Liunan se divide en 11 pueblos que se administran en 6 subdistritos y 3 poblados:
- Subdistritos:Liǔnán, liǔshí , Héxī , Nánzhàn, Eshān, Yínshān, Tánxī y Nánhuán
- Poblados:Tàiyáng cūn, luòmǎn y liúshān